# Ніні Тірабушо: жінка, яка вигадала рух
«Ніні Тірабушо: жінка, яка вигадала рух» (італ. «Ninì Tirabusciò, la donna che inventò la mossa») — італійська кінокомедія режисера Марчелло Фондато з Монікою Вітті у головній ролі, що вийшла 1 грудня 1970 року.

## Сюжет
Марія Сарті була нікому не відомою співачкою і танцівницею в заштатних кабаре. Одного разу вона заспівала на естраді пісню «Ніні Тірабушо» і вранці прокинулася в поліційному управлінні. Влада вирішила, що текст пісна занадто зухвалий, а танець співачки розбещений. З цього часу Марія Сарті стала відомою по всій Італії, на її концерти збирався весь бомонд, її романи обговорювалися в усіх салонах.

## У ролях
| Моніка Вітті       | ···· | Ніні Тірабушо (Марія Сарті) |
| Гастоне Москін     | ···· | Маріотті                    |
| Сільва Кошина      | ···· | баронеса Вальдано           |
| Клод Ріш           | ···· | Паоло ді Серджено           |
| Сальво Рандоне     | ···· | подорожуючий артист         |
| П'єр Клементі      | ···· | Франческо                   |
| Анджела Луче       | ···· | співачка                    |
| Уго Д'Алессіо      | ···· | імпресаріо                  |
| Пеппіно Де Філіппо | ···· | суддя                       |
| Карло Джуффре      | ···· | Антоніо                     |
| Ліно Банфі         | ···· | Нікола Мальдачеа            |
| Ніно Таранто       | ···· | Чіччіо                      |
| Енніо Антонеллі    | ···· | маніфестант                 |

## Знімальна група
| Режисер    | ···· | Марчелло Фондато                                   |
| Сценарій   | ···· | Марчелло Фондато                                   |
| Продюсер   | ···· | Сільвіо Клементеллі                                |
| Оператор   | ···· | Карло Ді Пальма                                    |
| Композитор | ···· | Карло Рустікеллі                                   |
| Художник   | ···· | Флавіо Могеріні, Адріана Берселлі, Массімо Тавацці |
| Монтаж     | ···· | Серджо Монтанарі                                   |

## Нагороди і номінації
- 1971 — Давид ді Донателло
  - Найкраща головна жіноча роль — Моніка Вітті
- 1971 — Срібна стрічка
  - Номінація: Найкраща акторка — Моніка Вітті
  - Номінація: Найкраща сценографія — Флавіо Могеріні
  - Номінація: Найкращі костюми — Адріано Берселлі
- 1971 — Берлінський міжнародний кінофестиваль
  - Номінація: Золотий ведмідь — Марчелло Фондато